# 纳塔尼尔·瓦利希
纳塔尼尔·瓦利希（Nathaniel Wallich，1786年1月28日—1854年4月28日），又译纳萨尼尔·瓦立池，出身丹麦的植物学家和外科医師。起初他在靠近加爾各答的丹麥殖民地工作，後來加入了不列顛東印度公司。他參加了加爾各答的植物園之建立，並發表許多動植物的學名，日後許多動植物學者研究他大量的收藏時，常援用他的名字作為命名他所採集的新種類。

## 生平

### 出生
瓦利希出生于哥本哈根，原名纳坦·本·乌尔夫 (Nathan ben Wulff)，父亲乌尔夫·本·瓦利希 (Wulff ben Wallich 或作 Wolff Wallich) 是一名於十八世紀末期从汉堡西部小鎮亞爾托納移居至哥本哈根定居的商人。后来他改名为纳散·瓦利希，成年後名为纳塔尼尔·瓦利希。

### 求學
瓦利希曾於亞伯丁大學求學，並於1806年取得了哥本哈根的皇家外科医学院學位 ，並於同年年底被指定至當時丹麥位於孟加拉的殖民地塞蘭坡，當時稱為弗雷德里克斯纳戈雷 (Frederiksnagore （页面存档备份，存于）)，擔任外科医師。瓦利希曾向植物学家马丁·瓦尔学习植物学。1807年4月他乘船出發前往印度，绕过非洲南端，於11月抵达塞兰坡。 

### 加爾各答時期
由于当时丹麦是和拿破仑掌政的法国结盟，所以许多殖民地被英国攻陷，包括了處於外圍的塞蘭坡亦落入英国军队控制，瓦利希被关入监狱，1809年由於其學歷，被假釋放出。稍後被指定擔任在加尔各答的東印度公司植物学家威廉·卢克斯堡 (William Roxburgh) 的助手。由於極差的健康狀況，迫使他在1811年至1813年曾到較溫暖的毛里求斯，在那裡他繼續他的研究工作。
1813年之前，他在植物學上的造詣便已聞名，更展現了对印度当地的植物相與植被極大的兴趣，曾到过尼泊尔、緬甸、西印度等地採集，并成为加尔各答的亚洲学会会员，并曾於1814年2月2日致函至學會委員會建议成立一个博物馆。1814年8月起，瓦利希的名字出現在东印度公司的名單上，擔任助理外科醫師，直到同年12月退休下來，前往擔任博物館負責人。
學會接受了他的請求並成立博物館，在籌備期間，他奉獻其個人服務與部份植物採集收藏给博物館。於是亞洲學會指定瓦利希為榮譽館長，稍後瓦利希成為亞洲學會东方博物馆 (现为印度博物館 （页面存档备份，存于）) 之負責人，於1814年6月接管博物館，博物於此時啟用。在他的領導與其私人採集者的努之下，博物館迅速發展起來。大部份瓦利希的私人採集者都是歐洲人，但有一名印度人，巴布·蘭卡瑪·森 （页面存档备份，存于） (Babu Ramkamal Sen)，他最初是個採集者，後來當上了亞洲學會的祕書。
瓦利希幾乎一抵達加爾各答便涉入了东印度公司在加尔各答的植物园，自1817年起則成為植物園正式成員，直到1846年退休為止。
1822年，他曾经受好友斯坦福·莱佛士囑咐，到新加坡为当地设计植物园，但由於不明原因，他於隔年返回加爾各答。
瓦利希自1828年至1849年間，做了大量的採集工作，製作了一份俗稱《瓦利希目錄》的植物名錄，收錄了超過 20,000 份標本資料，標本的來源為瓦利希的採集品，同時還包括了同時期的採集者，如卢克斯堡、戈麦斯 (Gomez)、威廉·格里菲斯 （页面存档备份，存于）、等人的採集品。每份標本的採集者皆明白記載於這份目錄之中。目前瓦利希個人收藏的標本在英國邱植物園標本館(K)中獨立存放，稱為瓦利希標本館 (K-WALL)。除了這些收藏，瓦利希把標本的複份寄送給约瑟夫·班克斯爵士 (Sir Joseph Banks)，這個部份亦在邱植物園標本館中，但不在瓦利希標本館中。瓦利希的採集品除了典藏於邱植物園，其複份亦廣泛送至其他標本館。
瓦利希亦出版了二部重要的書籍《尼泊爾植物圖志》(Tentamen Floræ Nepalensis Illustratæ, vols I-II, 1824-1826) 以及《亞洲珍稀植物》(Plantæ Asiaticæ Rariores, vols I-III, 1830–1832)，並繼續從事植物探險的工作。瓦利希最大的貢獻之一是他經常幫助抵達加爾各答，欲前往喜馬拉雅山區的植物採集者。三卷的《亞洲珍稀植物》書中的繪圖，由加爾各答植物園雇用畫家完成：Gorachand146幅，Vishnupersaud109幅，(懷特所雇用的)Rungiah1幅，其餘的圖版則由John Clark與格里菲斯(3幅)完成。書共印刷了250套，其中40套由東印度公司購買。
1835年，瓦利希、格里菲斯、約翰·麥克蘭被指派前往阿薩姆，評估開闢茶園的前景。茶業委員會的這項任務中，瓦利希與格里菲斯的關係起了變化，瓦利希控告格里菲斯私佔了他的植物採集品，而格里菲斯則抱怨，「如我不斷所說的，根本不可能跟這樣的人共事，他是個脆弱、偏見與虛榮的綜合體。」瓦利希強烈地被討厭著，這可由約翰·麥克蘭在加爾各答博物期刊所發表的文章，以及格里菲斯重新設定了植物園見得一斑。
1837年至1938年之間，瓦利希擔任加爾各答醫學院 (Calcutta Medical College) 的植物學教授，同時是哥本哈根大學 (University of Copenhagen) 榮譽博士，並為丹麥皇家科學暨文學院 (Royal Danish Academy of Sciences and Letters) 院士。
1842年，瓦利希前往非洲南端 (the Cape)，稍後便回到歐洲。在他不在的期間，格里菲斯被提名管理植物園，在由馬六甲前往加爾各答就任的期間，Joachim Otto Voigt (1795–1843)曾接掌一小段時間。
瓦利希對印度的藝術及歷史亦感到興趣。在擔任第一任亞洲學會東方博物館(今日印度博物館)館長期間，雖未能成功，但曾嘗試讓印度藝術家能簽署藝術工作。

### 退休
瓦利希於1846年退休，1847年至倫敦定居，直到七年後過世，被葬在布倫特區的Kensal Green墓園。

### 家人
瓦利希有一子一女，喬治·查爾斯·瓦利希（George Charles Wallich, 1815–1899）與漢那·莎拉（Hannah Sarah）。

## 在植物學上的貢獻
瓦利希曾被要求把加爾各答植物園裡的標本運回英國，那些年中，他發展出了一些創新的方法，包括把種子存放黑糖中運送，還有他曾創下在瓦德箱 （页面存档备份，存于）發明之前，把最多活體標本運回英國的記錄。
他的標本保存在瓦利希標本館，是邱植物園標本館中最大館藏者。其他的部份，則被收藏在加爾各答的印度中部國立標本館 (CNH，標本館代碼CAL)，約有20,500份標本。 印度中部國立標本館是1795年由威廉·卢克斯堡博士所創建，瓦利希為其續任者，並大大地擴展了標本館的規模。
瓦利希最大的貢獻之一是他經常幫助抵達加爾各答，欲前往喜馬拉雅山區的植物採集者。他所採集的標本除了印度、尼泊爾，還包括馬來西亞、緬甸、以及南非。

### 著作
瓦利希在植物學上的著作，其地理涵蓋範圍包括印度、尼泊爾、丹麥、毛里求斯、新加坡、以及南非。
1. 《瓦利希目錄》：目錄的全名《Numerical list of dried specimens of plants in the Museum of the Honl. East India Company /which have been supplied by Dr. Wallich, superintendent of the botanic garden at Calcutta》，這份手寫目錄共有306頁，分為二個部份：第1頁至268頁為瓦利希標本編號1至7683，第二部份為269頁至305頁，是他在倫敦林奈學會發表東印度公司標本館的標本目錄，305頁至306頁則為瓦利希與喬治·邊沁的補遺及勘誤。通常被稱為《瓦利希目錄》，其新種植物的記錄皆為無效發表，這些裸名由G. Don合法化，G. Don亦收錄了己為邊沁, D. Don，以及 Royle所合法化的學名。[14]
2. 《亞洲珍稀植物》：全名《Plantae Asiaticae Rariores: or, Descriptions and figures of a select number of unpublished East Indian plants》三卷，含12部份，分別自1829年至1832年出版，其共同作者還有邊沁, Martius, Meisner & Nees等人，由倫敦Treuttel and Würtz出版，含300幀平版印刷畫，第1至295為植物圖版，296至300幀為地圖。[15]
3. 《尼泊爾植物圖志》：全名《Tentamen Florae Napalensis Illustratae Consisting of Botanical Descriptions and Lithographic Figures of Select Nipal Plants. Calcutta and Serampore》，含二部，第一部圖版1至25，1824年出版；第二部圖版26至50，1826年出版。[16]

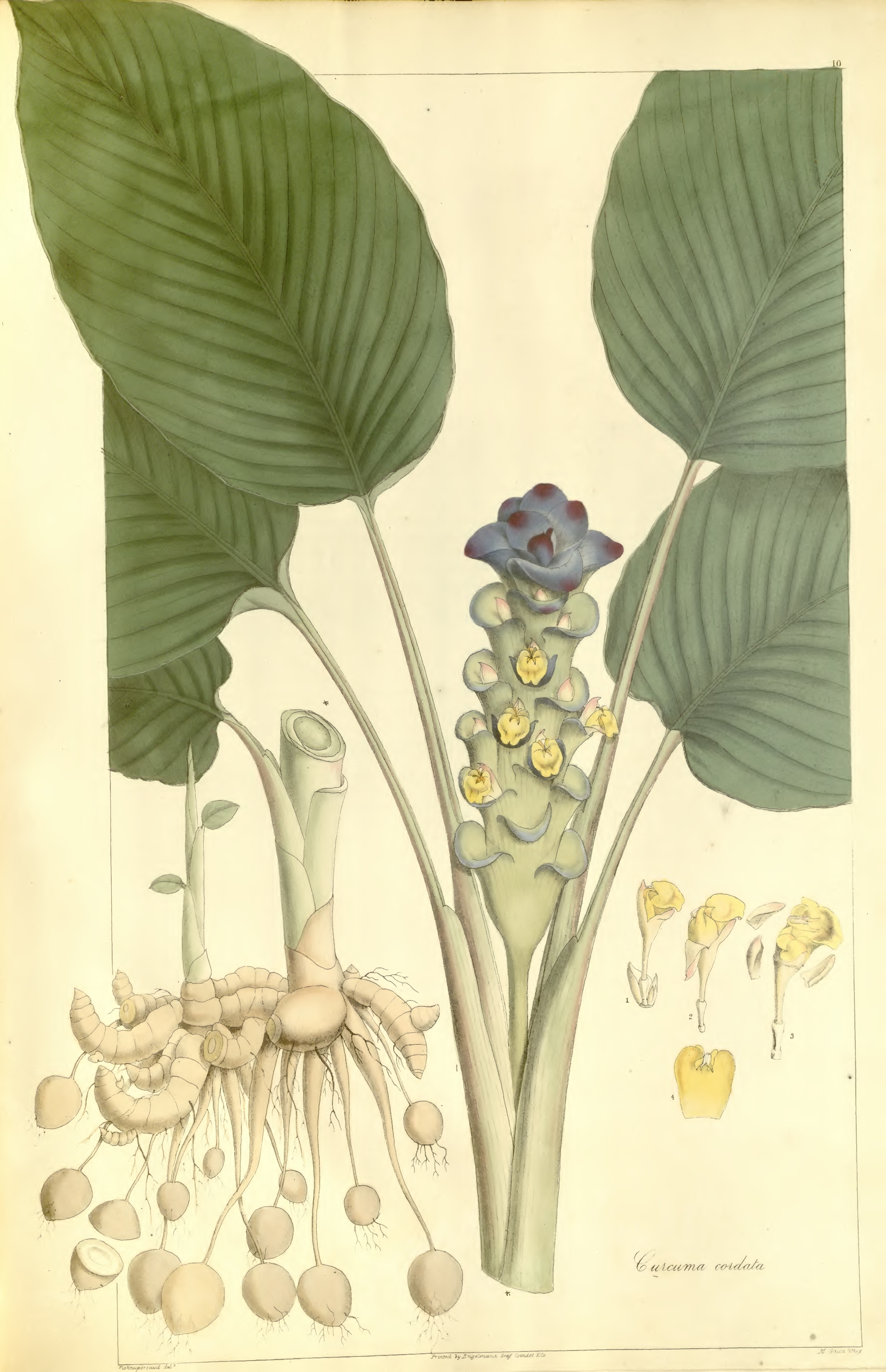
選自《亞洲珍稀植物》的圖版10：女王鬱金 Curcuma cordata (Curcuma petiolata)

。

### 紀念瓦利希的動植物學名
部分以瓦利希命名的动植物：
- 多星韭 Allium wallichii
- 枯球籮紋蛾 Brahmaea wallichii
- 彩雉 Catreus wallichii
- 垂茉莉 Clerodendrum wallichii
- 瓦氏旋花Convolvulus wallichianus Spreng.
- 长序水麻 Debregeasia wallichiana
- 非洲芙蓉 Dombeya wallichii
- 大羽鳞毛蕨 Dryopteris wallichiana
- 宽托叶老鹳草 Geranium wallichianum
- 白色铃铛花型毬兰 Hoya wallichii
- 川芎 Ligusticum wallichii
- 蓝罂粟 Meconopsis wallichii
- 肉托竹柏 Nageia wallichiana
- 乔松 Pinus wallichiana
- 瓦氏鳳尾蕨[17] Pteris wallichiana J. Agardh
- 红松尾 Rotala wallichii
- Rubus wallichii
- 红木荷 Schima wallichii
- Schefflera wallichiana (Wt. & Arn.) Harms
- 西藏红豆杉 Taxus wallichiana
- 喜马拉雅榆 Ulmus wallichiana
- 印度缬草 Valeriana wallichii